# Замок Бонневаль
Замок Бонневаль (фр. Château de Bonneval) расположен в коммуне Куссак-Боннваль в департаменте Верхняя Вьена во Франции.
С момента постройки по настоящее время замок принадлежит одной и той же семье. Одним из наиболее ярких представителей династии был Клод Александр де Бонневаль (1675—1747), которому было присвоено звание паши после обращения в ислам и его службы в Османской империи.

## История
На месте современного замка существовала крепость, по крайней мере с 930 года, о чём свидетельствует каменный памятник с этой датой в каменной кладке входной башни.
Замок в его нынешнем состоянии датируется XIV веком, вероятно, построен Жаном I, сеньором Бонневаля. Он претерпел изменения в XVIII и XIX веках. Юго-западный фасад между двумя угловыми башнями датируется 1780 годом.
Замок был отреставрирован в 1771—1772 годах под руководством архитектора Брюссо. В 1900 году была произведена реставрация в «ренессансном» дворике.

## Описание
В архитектурном плане замок организован как простой замкнутый четырёхугольник. По углам возвышаются башни с коническими крышами. Замок украшен предметами от эпохи Возрождения до времён правления Наполеона Бонапарта. Он имеет портреты и документы о Клоде-Александре де Бонневале. Среди его мебели гобелены из Обюссона и Фонтенбло.

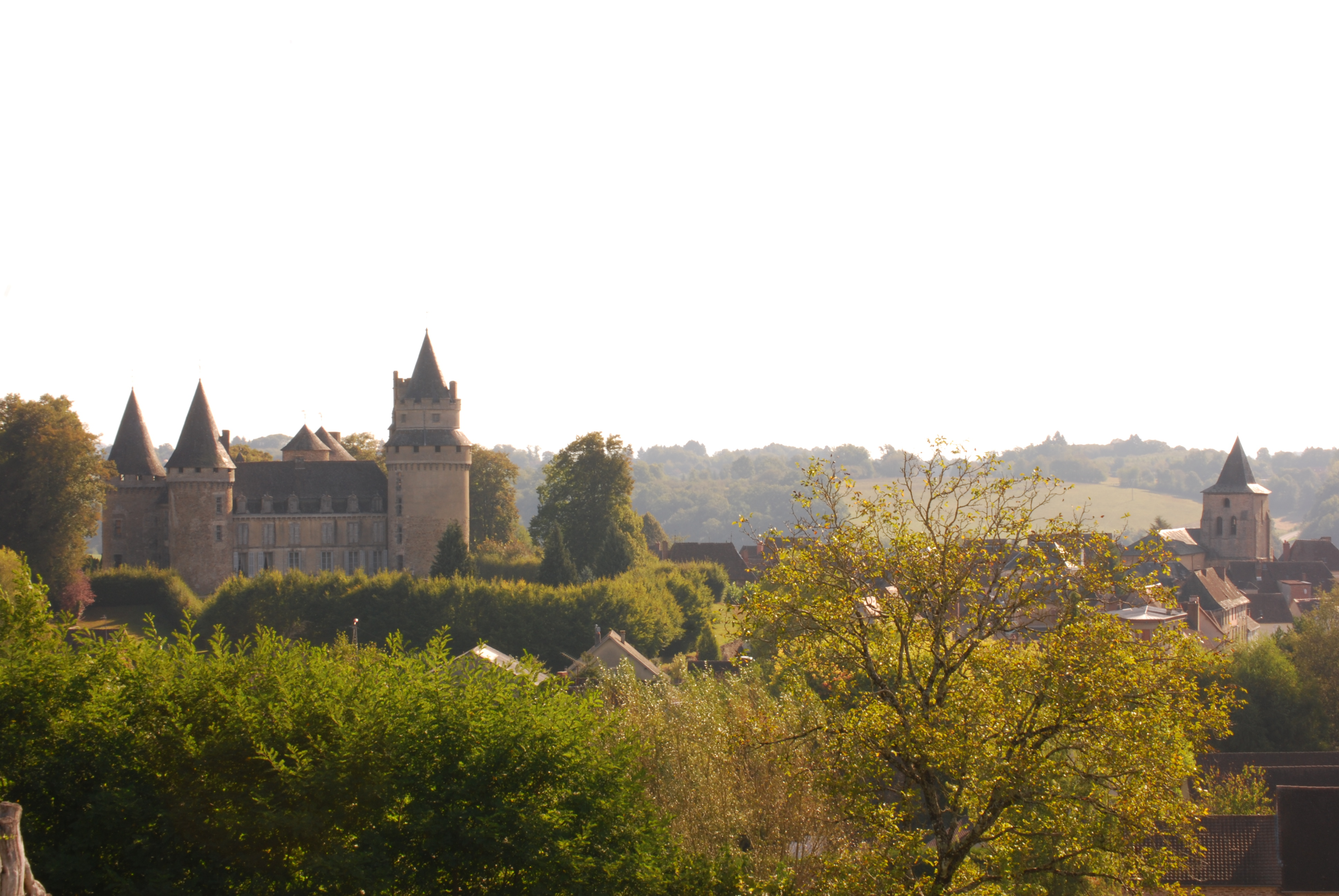
Вид на Шато де Бонневаль

Замок находится в частной собственности. Он был включён в список как памятник истории французского министерства культуры с 1960 года.

## Легенды

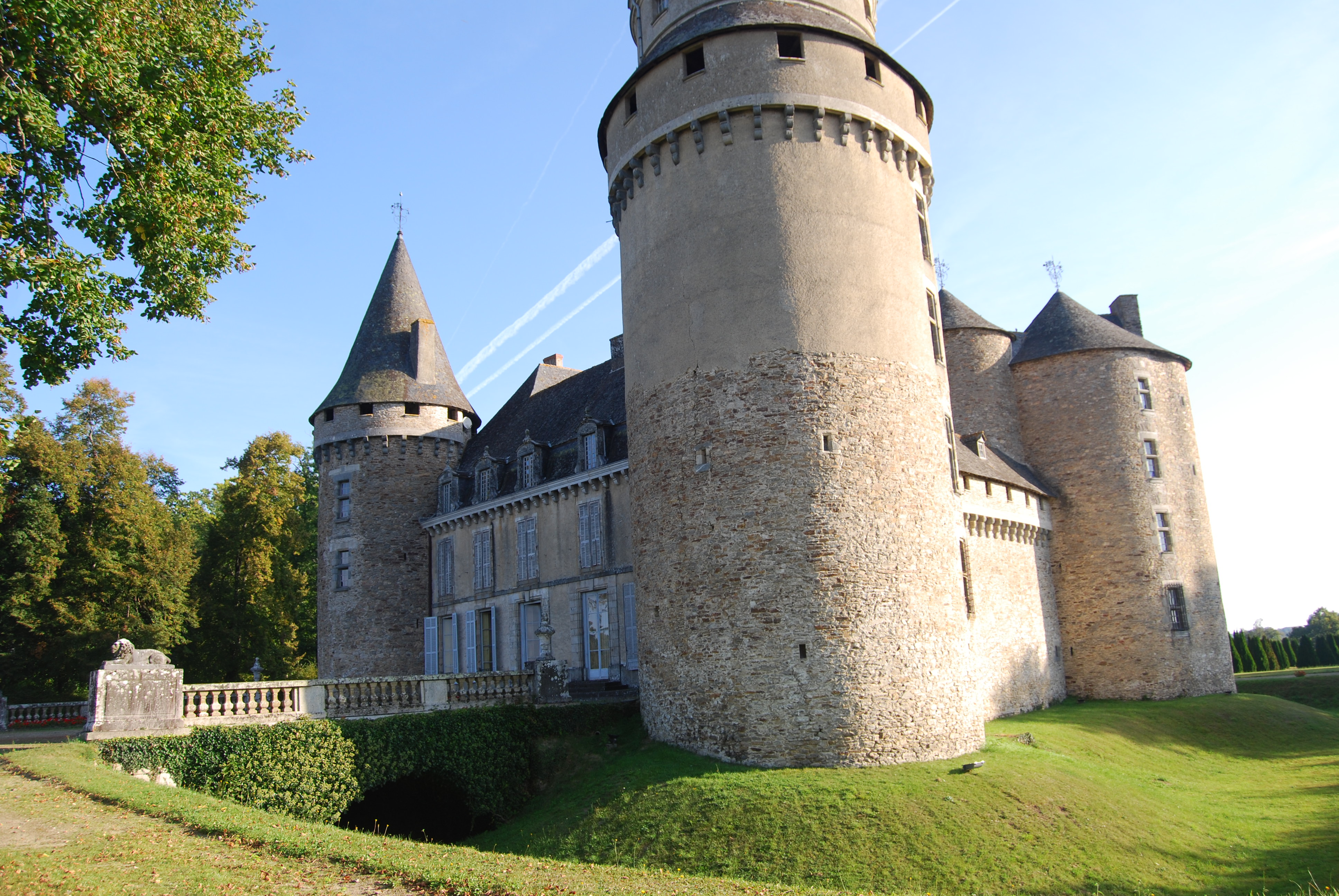
Шато де Бонневаль. Башня Дьявола

Существует легенда, что замок посещал дьявол. Легенда гласит, что в 1227 году землетрясение разрушило одну из башен замка. Вскоре после этого прибыл таинственный путешественник, который заявил хозяйке замка маркизе Анне де Бонневаль, что починит башню за 24 часа, если получит руку и сердце её дочери Альенор. Сделка была заключена, башня каким-то чудом оказалась восстановлена, но, когда священник окропил новобрачных святой водой, жених якобы превратился в дьявола и исчез в столбе пламени, а чудом возникшая башня покрылась трещинами.